# Girolles (Loiret)
Girolles è un comune francese di 714 abitanti situato nel dipartimento del Loiret, nella regione del Centro-Valle della Loira.

## Società

### Evoluzione demografica
Abitanti censiti